# Marian Allen
Eleanor Marian Dundas Allen (Glebe (Sydney), 18 januari 1892 – Oxford, 12 september 1953) was een Engelse dichteres, illustrator en schrijfster van kinderboeken. Allen werd geboren in het voorstadje Glebe van het Australische Sydney. Op jonge leeftijd verhuisde het gezin naar Oxford.
In 1918 werd haar dichtbundel The Wind on the Downs gepubliceerd. Deze bundel bevat het gedicht The Raiders dat Allen in 1917 schreef. Het gedicht gaat over de inzet van vliegtuigen in oorlogstijd; enkele dagen na het schrijven van het gedicht kreeg zij te horen dat het vliegtuig van haar verloofde was neergeschoten, en dat hij het niet had overleefd.
Ze illustreerde zowel haar eigen boeken als die van anderen. Ook ontwierp ze enkele boekomslagen. Haar bekendste werken zijn haar tekeningen voor de Joy Street Annuals.
- International Standard Name Identifier: 0000 0004 5128 084X
- Library of Congress Control Number: no2015099161
- Nationale bibliotheek van Australië: 69687630
- Virtual International Authority File: 316879466
- WorldCat: E39PBJv4hXvwXyhTHWyhPXTbVC